# Remington Rand 409

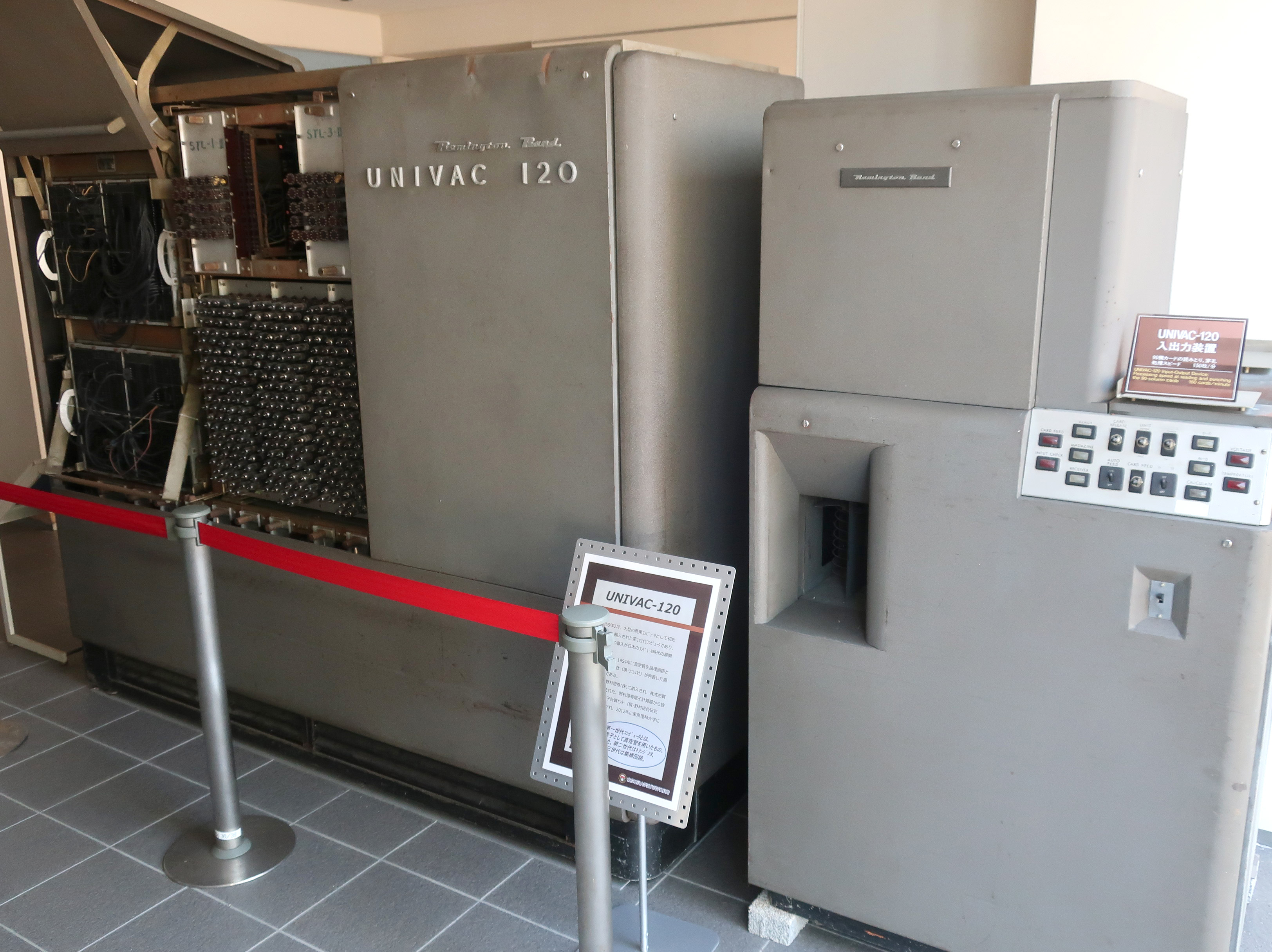
UNIVAC 120

Remington Rand 409 (RR409) は、レミントンランドが設計開発したパンチカード計算機であり、プラグボードでプログラミング可能な真空管式コンピュータでもある。1951年に試作機が完成し、409-2Rや409-2A、409-2Bへの改良を経て、量産モデルのUNIVAC 60（1952年出荷）や UNIVAC 120（1953年出荷）として発売された。機種名の数字は各パンチカードから読むことができる数字の桁数を表している。
UNIVAC Iは大型で非常に高価なため、これを導入できた組織は政府機関や一部の大企業などに限られていた。409は事務機市場に受け入れられるよう、より小型で低廉なコンピュータを目指して開発された。UNIVAC Iとは異なり、409はプログラム内蔵方式ではなく、入出力装置はパンチカードのみである。
1962年に UNIVAC 1004 が後継として登場するまでに約1000台が生産された。なお、設計や生産に関する記録が破棄されていて、全く残っていない。

## アーキテクチャ
数値は固定小数点で可変長（1桁から10桁）であった。演算は浮動小数点数として行われ、結果をメモリに格納する際に固定小数点に変換していた。
パンチカードやコントロールパネルで用いられる外部表現の数字はレミントンランドの他のパンチカードマシンと同様の二・五進法で表される（レミントン・コードとも呼ばれる）。一桁ぶんのメモリには5本の真空管があり、うち4本で 1, 3, 5, 7 を表し、5本目は他の真空管が表す値に1を加えることを意味し、5本目だけが単独でオンになっている場合は 9 を表す。
アキュムレータはAセクションとMセクションの2つのグループで各11桁の容量があり、各セクションの最上位桁が桁上がりすると、桁上がりした数字は別セクションの最下位桁に入る環状カウンタとなっている。計算結果はAセクションの10桁を取り出せる。アキュムレータでの1桁は6個のフリップフロップ回路で表され、中間記憶などのメモリから入力された外部表現の数字は奇数と偶数のパルス信号で内部表現に変換される。
| 10進数 | 外部表現 | 外部表現 | 外部表現 | 外部表現 | 外部表現 | 計算用内部表現 | 計算用内部表現 | 計算用内部表現 | 計算用内部表現 | 計算用内部表現 | 計算用内部表現 |
| 10進数 | 1        | 3        | 5        | 7        | 9        | Tφ             | T1             | T2             | T4             | T6             | T8             |
| ------ | -------- | -------- | -------- | -------- | -------- | -------------- | -------------- | -------------- | -------------- | -------------- | -------------- |
| 0      |          |          |          |          |          | *              | *              |                |                |                |                |
| 1      | *        |          |          |          |          |                | *              |                |                |                |                |
| 2      | *        |          |          |          | *        |                |                | *              |                |                |                |
| 3      |          | *        |          |          |          |                | *              | *              |                |                |                |
| 4      |          | *        |          |          | *        |                |                |                | *              |                |                |
| 5      |          |          | *        |          |          |                | *              |                | *              |                |                |
| 6      |          |          | *        |          | *        |                |                |                |                | *              |                |
| 7      |          |          |          | *        |          |                | *              |                |                | *              |                |
| 8      |          |          |          | *        | *        |                |                |                |                |                | *              |
| 9      |          |          |          |          | *        |                | *              |                |                |                | *              |

各ステップでの演算結果の符号によって、正の場合と負の場合のそれぞれに次のステップを指定することができる。これを利用して条件分岐やループ処理が行える。

## ハードウェア

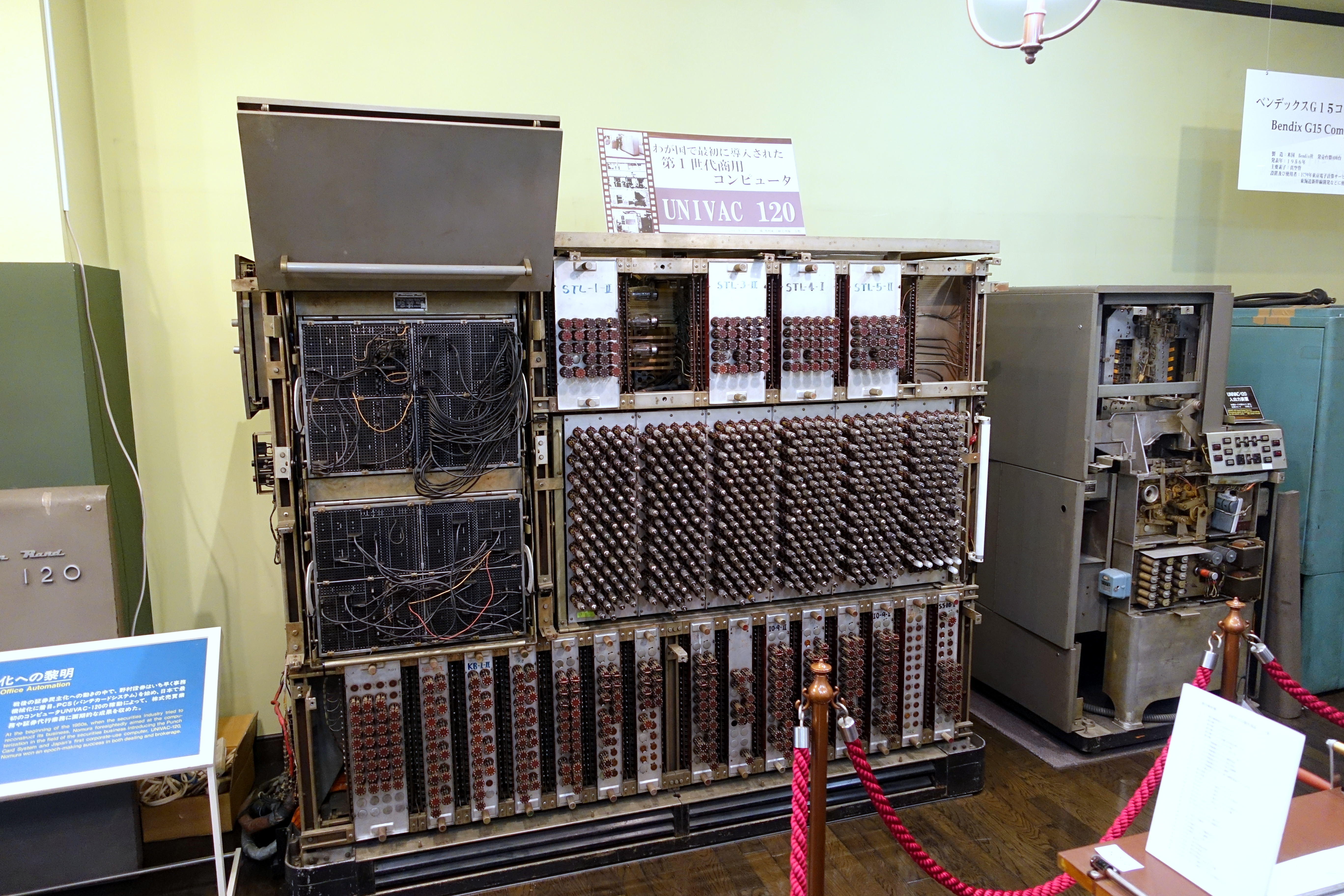
UNIVAC 120の内部

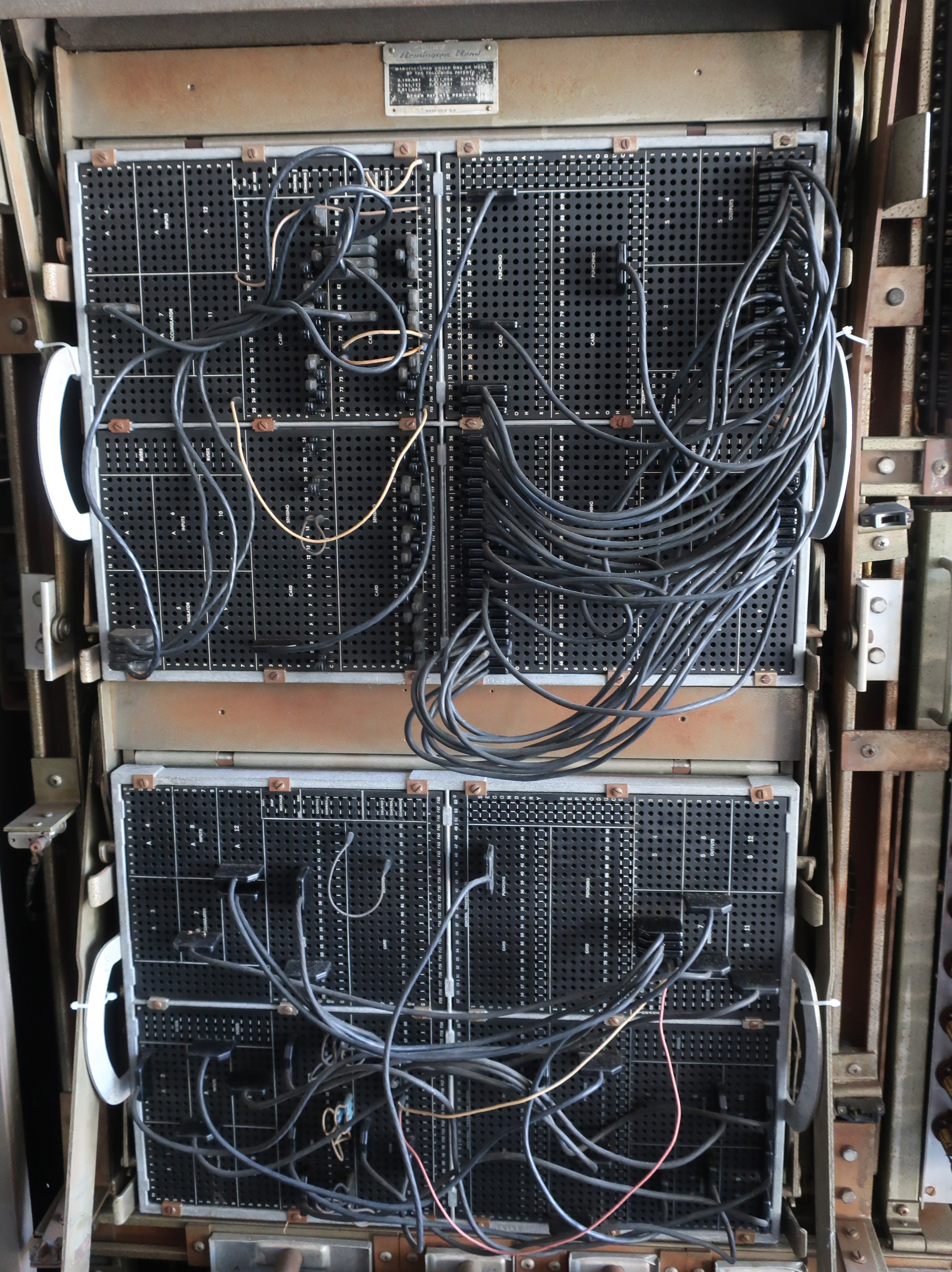
UNIVAC 120のプラグボード

ハードウェアはカード読取穿孔装置 (Card Sensing-Punching Unit) と計算装置 (Computing Unit) の2つの機械で構成される。
カード読取穿孔装置は90桁のパンチカードを毎分150枚読み取る能力があり、UNIVAC 120の場合は10桁×12組の数字を演算装置へ入力できる。処理結果は90桁のパンチカードで毎分150枚出力される。
UNIVAC 120の計算装置は10桁×12組の入力記憶、81桁以上の定数（読み取り専用）記憶、10桁×12組の中間記憶、90桁の出力記憶を持ち、プラグボードで組まれたプログラムに従って、双3極管のフリップフロップで組まれた演算回路を通して10桁の四則演算が行える。加減算は10ミリ秒、乗除算は50ミリ秒で計算できる。また、ステップ毎に演算結果を逆算して元の数字と照合する検算機能を持つ。UNIVAC 60はUNIVAC 120の半分である10桁×6組の中間記憶を持つ。
409-2Rは中間記憶に継電器を使用していたが、改良モデルの409-2Aと409-2B (UNIVAC 120, UNIVAC 60) では動作時間がより速い冷陰極放電管を使用している。UNIVAC 60は約2200本の真空管を使用している。

## 日本での使用
日本ではレミントンランドの代理店であった吉沢会計機が輸入販売していた。1955年1月21日に2台のUNIVAC 120が横浜港へ到着し、2月から3月にかけて東京証券取引所（日本証券金融との共同使用）と野村證券へ設置された。これらが日本で最初の商用コンピュータ（電子計算機）となった。その後、UNIVAC 120は日興證券や東北電力、UNIVAC 60は東京簡易保険局や中部電力などへ導入され、合計60台以上が販売された。販売価格は1957年時点でUNIVAC 60が2600万円から3350万円であった。
例えば、東京ガスではガス使用料金の算出に使用された。パンチカードで入力されたガスメーターの今月指針値から前月指針値を引いて使用量を算出し、同じくパンチ入力された使用量と照合して間違いがあればそのカードを別箱へ出力し、正しければ21段階の料金算定法と延滞料金を考慮して請求金額を算出した。